# ناحية كوركوسك
ناحية كوركوسك وهي إحدى نواحي قضاء خبات الواقع غرب محافظة أربيل في العراق